# Timbre
|  | Aquest article tracta sobre un símbol heràldic. Vegeu-ne altres significats a «Timbre (desambiguació)». |

En heràldica, un timbre és un símbol que es posa sobre els escuts d'armes per indicar quin és el grau de noblesa de la família o de la població. En l'heràldica cívica catalana es coronen els escuts genèricament amb corones murals de poble, vila, ciutat, comarca i vegueria o província, excepte si han estat el centre jurisdiccional senyorial, que llueixen com a timbre corones nobiliàries depenent de la categoria del noble que en fos sobirà. En l'heràldica gentilícia, en canvi, les corones poden ser de senyor, baró, vescomte, comte, marquès, duc, príncep, rei i imperial, en aquells casos que els escuts porten corona. Hi ha d'altres timbres: el casc o elm, la tiara, la mitra, el capel, la cimera combinada amb el casc, el borlet, la capellina o els llambrequins, combinats amb l'elm i la cimera. L'escut del País Valencià, per exemple, llueix un elm amb la cimera originària del rei Pere el Cerimoniós, però tradicionalment atribuïda al rei Jaume I.

## Corones
Nobiliàries

Rei Disseny de l'escut d'Espanya
Rei Disseny de les armes del rei
Rei -  Aragó, Catalunya, Illes Balears, País Valencià
Príncep
Princep -  Aragó, Catalunya, Illes Balears, País Valencià
Infant d'Espanya
Infant d'Espanya - Aragó, Catalunya, Illes Balears, País Valencià
Duc
Marquès
Comte
Vescomte
Baró
Senyor

Cíviques o murals (Catalunya)

Diputació o Vegueria
Comarca
Ciutat
Vila
Poble

## Timbres eclesiàstics

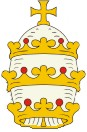
Tiara Papal
Cardenal Camarlenc
Cardenal – Arquebisbe
Cardenal - Bisbe
Cardenal
Primat (no cardenal)
Arquebisbe
Bisbe
Protonotari apostòlic
Prelat
Capellà de Sa Santedat
Vicari General
Canonge
Prevere